# Mesotritia indica
Mesotritia indica är en kvalsterart som beskrevs av Pranabes Sanyal 1988. Mesotritia indica ingår i släktet Mesotritia och familjen Oribotritiidae. Inga underarter finns listade i Catalogue of Life.